# مارکوس کالرو
مارکوس کالرو (انگلیسی: Marcos Calero؛ زادهٔ ۹ آوریل ۱۹۹۳) بازیکن فوتبال اهل اسپانیا است.